# محمد بيرم
مْحَمِّدْ بيرم (1820-1900) عالم إسلامي تونسي ولد في تونس.
ولد في عائلة من كبار الشخصيات الدينية الأصلية التركية، وهو ابن الإمام والقاضي ومفتي الحنفية مصطفى بيرم، أصبح أستاذا من الدرجة الأولى للحنفية في ستينات القرن التاسع عشر بعد دراسته في الزيتونة. في عام 1867، خلف والده كإمام لجامع صاحب الطابع.
تم اختياره كمفتي الحنفية عام 1892 ثم تم ترقيته إلى منصب شيخ الإسلام عام 1897.